# Rashtrakutadynastie
De Rashtrakutadynastie of Rashtrakuta's waren een middeleeuwse koninklijke dynastie in de Dekan in het centrale deel van India. Tussen 753 en 982 beheersten ze vanuit hun machtsbasis in de westelijke Dekan (in de tegenwoordige deelstaten Maharashtra en Karnataka) een rijk van wisselende omvang. Regelmatig wisten ze ook delen van de Gangesvlakte en het uiterste zuiden van India onder hun invloed te krijgen. Daarbij waren ze in een voortdurende staat van oorlog met de Pratihara's en Pala's in het noorden en de Pallava's, Ganga's en Oostelijke Chalukya's in het zuiden. Omdat de Rashtrakuta's de Konkankust beheersten konden ze zich verrijken aan de handel met de Arabieren. Het gebied zag in deze periode zowel de immigratie van grote groepen door de Arabische veroveringen uit Perzië gevluchte zoroastriërs ("Parsi's") als Arabische handelaren. De Rashtrakuta's overzagen een omvangrijk constructieprogramma, waarvan de belangrijkste overgebleven sporen de grottempels van Ellora en Elephanta zijn. Ook introduceerde de dynastie het gebruik van het Kannada in inscripties en literatuur.

## Politieke geschiedenis
De Rashtrakuta's lijken van oorsprong een zuiver lokale dynastie, ondanks hun eigen beweringen af te stammen van koninklijke dynastieën uit de Indiase mythologie. Het woord "Rashtrakuta" werd gebruikt voor lokale bestuurders ("kuta") van een gebied ("rashtra") - meestal in de zin van een lokale beambte in dienst van een koning. De clan met deze naam moet rond 625 vanuit de omgeving van "Lattalura" (tegenwoordig Latur) naar het gebied rond Achalpur, in het huidige noorden van Maharashtra) zijn getrokken, waar ze over een klein gebied regeerden als vazallen van de Chalukya's van Badami.

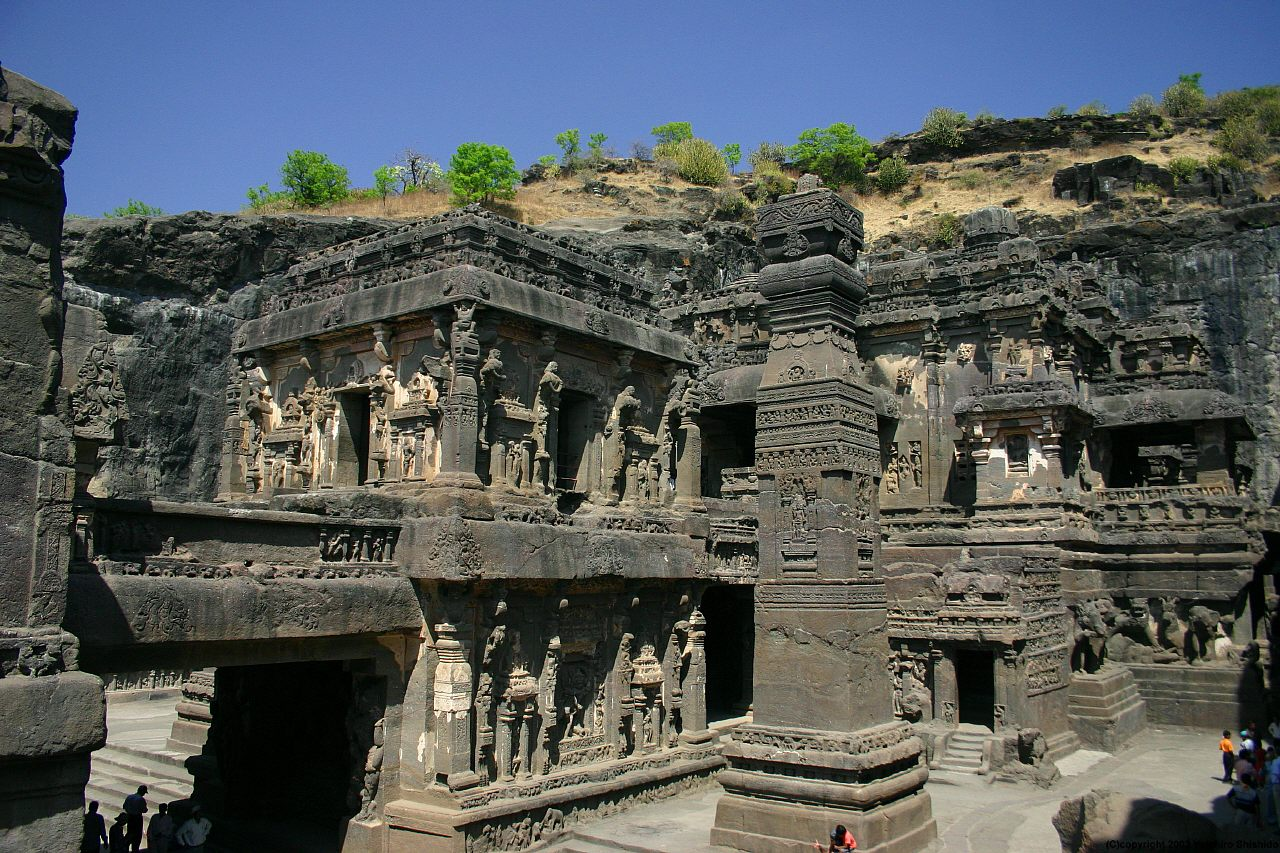
Deel van de Kailashtempel in Ellora, die onder Krishna I in een stuk uit het vulkanisch gesteente werd uitgehouwen.

De eerste Rashtrakutakoning die niet langer de Chalukya's diende was Dantidurga (733 - 756). De koning van Kasjmir, Lalitaditya, bracht de Chalukya's rond 747 een gevoelige nederlaag toe. Lalitaditya was echter slechts uit op militaire overwinningen en buit en verliet de Dekan even snel als hij gekomen was. Dantidurga maakte gebruik van het ontstane machtsvacuüm, door in 753 of 754 de laatste Chalukyavorst, Kirtivarman II, te verslaan en zichzelf tot universeel heerser uit te roepen. Hij verbond zich met de Pallava's van Kanchi tegen de Chalukya's, maar overleed in 756 op jonge leeftijd. Daarop greep zijn oom Krishna I de macht. Krishna maakte een einde aan een opstand van een ander familielid in Gujarat, en wist daarna de Chalukyakoning Kirtivarman II, die opnieuw een gevaar vormde, definitief te verslaan in 757. Daarmee was de macht van de Rashtrakuta's over de Dekan en het huidige Karnataka gevestigd. Krishna veroverde daarop het zuiden van de Konkan, waar hij de Silahara's als vazallen aanstelde. Ook onderwierp hij de Ganga's van Gangawadi (het gebied rond het tegenwooridge Mysore) en de Oostelijke Chalukya's van Vengi (een tak van de Chalukyafamilie die ondergeschikt was aan de Chalukya's van Badami). Krishna I was ook een verwoed bouwheer, die in Ellora de bekende Kailashtempel liet uithouwen.
Onder Dhruva (779 – 793) bereikte het Rashtrakutarijk zijn grootste omvang. In het zuiden onderwierp hij de Pallava's en opnieuw de Ganga's. In het noorden viel hij de Gangesvlakte binnen waar hij de Pratihara's uit de belangrijke stad Kannauj verdreef en de Palaheerser Dharmapala versloeg. Tijdelijk strekte de invloed van de Rashtrakuta's zich uit van de Himalaya in het noorden tot de Kaveri in het zuiden. Dhruva wist echter geen blijvende macht over het noorden van India te vestigen. Zijn opvolger Govinda III (793 - 814) herhaalde de overwinning op de Pratihara's en Pala's en wist Kannauj opnieuw in te nemen, maar opnieuw werd geen blijvende gebiedsuitbreiding bewerkstelligd. In tegenstelling tot de Pratihara's en Pala's waren de betrekkingen met de Arabieren in Sindh vriendschappelijk. Dit had ongetwijfeld te maken met de lucratieve handelsbetrekkingen met de islamitische wereld. Verschillende Arabische schrijvers bezochten India in deze tijd en beschreven het Rashtrakutarijk.
Onder de lange regering van Amoghavarsha I (814 - 878) werd de hoofdstad verplaatst naar Manyakhet (het huidige Malkhed in Maharashtra). Amoghavatsha was een patroon van de kunsten en zelf ook een gevierd dichter. Hij was een vreedzaam vorst en waarschijnlijk een jain. Zijn heerschappij werd verschillende malen bedreigd door opstanden, die hij op diplomatieke wijze probeerde op te lossen, met name door zijn dochters aan de Oostelijke Chalukya's en Pallava's uit te huwelijken. Mogelijk was zijn zoon Krishna II (878 – 914) al vanaf 861 co-regent. Krishna's regering was opnieuw een periode van militaire veldtochten. Hoewel successen geboekt werden tegen de Pratihara's en in Kalinga, bleven de Oostelijke Chalukya's zich tegen het gezag van de Rashtrakuta's verzetten. Verder naar het zuiden was een nieuwe dynastie, de Chola's, opgekomen die de hegemonie in dat gebied van de Pallava's zouden overnemen. Hoewel Krishna II zijn dochter aan de Cholaheerser Aditya I uithuwelijkte, lukte het hem niet een blijvend bondgenootschap te sluiten.
Indra III (914 – 929) sloeg een opstand van de Paramara's van Malwa neer en wist, gebruikmakend van een interne machtsstrijd bij de Pratihara's, opnieuw kortstondig Kannauj te veroveren. Onder Govinda IV (918 - 934) ging de terreinwinst op de Pratihara's en Chalukya's weer verloren. Een laatste hoogtepunt vormde de regering van Krishna III (939 – 967). Krishna III onderwierp de Ganga's en Chola's in het zuiden, en wist opnieuw Kannauj te bezetten en de Pratihara's te verslaan in het noorden. Krishna III had echter de gewoonte verslagen vijanden op machtige posities te benoemen, van waaruit ze de machthebber konden bedreigen. Na Krishna III's dood in 967 stortte het rijk met verbazingwekkende snelheid in elkaar. In 972 plunderden de Paramara's Manyakhet. De Oostelijke Chalukyaheerser Tailapa II greep de kans aan om zich onafhankelijk te verklaren. De laatste Rashtrakutakoning pleegde in 982 zelfmoord door zich dood te vasten, een jaïnistisch gebruik.